# Lacunaria macrostachya
Lacunaria macrostachya là một loài thực vật có hoa trong họ Ochnaceae. Loài này được (Tul.) A.C.Sm. mô tả khoa học đầu tiên năm 1939.